# بلدة هومستيد (ميشيغان)
هومستيد (بالإنجليزية: Homestead Township, Michigan)‏ هي بلدة تقع بولاية ميشيغان في الولايات المتحدة. تبلغ مساحتها 78.4 (كم²)، وترتفع عن سطح البحر 194 م، بلغ عدد سكانها 2357 نسمة في عام تعداد الولايات المتحدة 2010 حسب إحصاء مكتب تعداد الولايات المتحدة وتصل الكثافة السكانية فيها 30.1 نسمة/كم2.

## وصلات خارجية
- www.homesteadtwp.org
- The US50 - Cities and Towns in Michigan State
- Michigan Cities and Towns, Facts, Map, Flag, Colleges, Government, and More